# 아쿠토 (이탈리아)
아쿠토(이탈리아어: Acuto)는 이탈리아 라치오주 프로시노네도에 위치한 코무네이다. 로마로부터 동쪽 60km, 프로시노네로부터 북서쪽 20km 거리에 있다.